# Ратковац (Лајковац)
Ратковац је насеље у Србији у општини Лајковац у Колубарском округу. Према попису из 2022. било је 288 становника.
Овде се налазе Конак Марковића у Ратковцу и Конак Ђукића.

## Историја
Најстарији траг насељу је из 16. века. Тада је име месту било Ратковица или Ратковице.
Први помен села је забележен у турском попису (тефтеру) за хиџретску 934. годину, тј. 1527/1528. годину по садашњем рачунању времена.

Транскрибован на модерни турски, са османске арабице, унос са 242. странице тефтера TD 144 је гласио овако:
Radkoviçe karye, Valyeva nahiye - Село Ратковице (или Ратковица), Нахија Ваљево

## Демографија
У насељу Ратковац живи 313 пунолетних становника, а просечна старост становништва износи 41,8 година (40,8 код мушкараца и 42,8 код жена). У насељу има 118 домаћинстава, а просечан број чланова по домаћинству је 3,20.
Ово насеље је великим делом насељено Србима (према попису из 2002. године), а у последња три пописа, примећен је пад у броју становника.
|  |

| Демографија | Демографија | Демографија |
| Година      | Становника  | Становника  |
| ----------- | ----------- | ----------- |
| 1948.       | 647         |             |
| 1953.       | 644         |             |
| 1961.       | 581         |             |
| 1971.       | 504         |             |
| 1981.       | 471         |             |
| 1991.       | 396         | 392         |
| 2002.       | 378         | 386         |

| Етнички састав према попису из 2002.‍ | Етнички састав према попису из 2002.‍ | Етнички састав према попису из 2002.‍ | Етнички састав према попису из 2002.‍ | Етнички састав према попису из 2002.‍ |
| ------------------------------------ | ------------------------------------ | ------------------------------------ | ------------------------------------ | ------------------------------------ |
|                                      |                                      |                                      |                                      |                                      |
| Срби                                 | Срби                                 |                                      | 376                                  | 99,47%                               |
| Словенци                             | Словенци                             |                                      | 1                                    | 0,26%                                |
| непознато                            | непознато                            |                                      | 1                                    | 0,26%                                |

| Година пописа     | 1948. | 1953. | 1961. | 1971. | 1981. | 1991. | 2002. |
| ----------------- | ----- | ----- | ----- | ----- | ----- | ----- | ----- |
| Број домаћинстава | 128   | 129   | 137   | 129   | 124   | 120   | 118   |

| Број чланова      | 1  | 2  | 3  | 4  | 5  | 6 | 7 | 8 | 9 | 10 и више | Просек |
| ----------------- | -- | -- | -- | -- | -- | - | - | - | - | --------- | ------ |
| Број домаћинстава | 27 | 19 | 25 | 18 | 16 | 8 | 3 | 1 | 1 | 0         | 3,20   |

| Пол    | Укупно | Неожењен/Неудата | Ожењен/Удата | Удовац/Удовица | Разведен/Разведена | Непознато |
| ------ | ------ | ---------------- | ------------ | -------------- | ------------------ | --------- |
| Мушки  | 157    | 46               | 92           | 14             | 4                  | 1         |
| Женски | 164    | 32               | 90           | 35             | 7                  | 0         |
| УКУПНО | 321    | 78               | 182          | 49             | 11                 | 1         |

| Пол    | Укупно                    | Пољопривреда, лов и шумарство | Рибарство                            | Вађење руде и камена | Прерађивачка индустрија       |
| ------ | ------------------------- | ----------------------------- | ------------------------------------ | -------------------- | ----------------------------- |
| Мушки  | 101                       | 34                            | 0                                    | 27                   | 15                            |
| Женски | 68                        | 36                            | 0                                    | 9                    | 7                             |
| УКУПНО | 169                       | 70                            | 0                                    | 36                   | 22                            |
| Пол    | Производња и снабдевање   | Грађевинарство                | Трговина                             | Хотели и ресторани   | Саобраћај, складиштење и везе |
| Мушки  | 2                         | 8                             | 0                                    | 0                    | 6                             |
| Женски | 0                         | 2                             | 4                                    | 1                    | 0                             |
| УКУПНО | 2                         | 10                            | 4                                    | 1                    | 6                             |
| Пол    | Финансијско посредовање   | Некретнине                    | Државна управа и одбрана             | Образовање           | Здравствени и социјални рад   |
| Мушки  | 0                         | 5                             | 0                                    | 1                    | 0                             |
| Женски | 0                         | 0                             | 2                                    | 2                    | 3                             |
| УКУПНО | 0                         | 5                             | 2                                    | 3                    | 3                             |
| Пол    | Остале услужне активности | Приватна домаћинства          | Екстериторијалне организације и тела | Непознато            | Непознато                     |
| Мушки  | 0                         | 0                             | 0                                    | 3                    | 3                             |
| Женски | 0                         | 0                             | 0                                    | 2                    | 2                             |
| УКУПНО | 0                         | 0                             | 0                                    | 5                    | 5                             |

## Галерија
- Ратковац - Панорама
- Ратковац - Панорама
- Ратковац - Панорама
- Ратковац - Панорама
- Ратковац - Панорама
- Ратковац - Панорама